# هبه نور
هبه نور (۱۱ ژوئیه ۱۹۸۷)، بازیگر سوری است. هبه در شروع فعالیت هنری خود به عنوان یک دختر در کلیپ‌ها و تبلیغات شرکت‌ها کار می‌کرد و این کار را ادامه داد تا این که فرصتی برای او پیش آمد که با کارگردانی نجده اسماعیل انزور در سریال المهروس و بام آل ایفای نقش کند. او در سال ۲۰۰۷ با فیلم بلبل دوکی با محمد هندی در اولین تجربه‌های سینمایی خود در مصر شرکت کرد و در تلویزیون و سینما به کار خود ادامه داد و نقش‌های زیادی را اعم از کوچک و بزرگ در تلویزیون ارائه کرد و در چندین فیلم در خارج از کشورش سوریه در سال ۲۰۱۵ شرکت کرد.
او از ازدواج خود با یکی از تهیه‌کنندگان شناخته شده در دنیای تولید تلویزیون خبر داد و اسکان نهایی خود را در دبی اعلام کرد، اما صحت موضوع را روشن نکرد، سپس پس از سه سال نامزدی اعلام کرد که طلاق گرفته‌است.